# Коваленский, Сергей Григорьевич
Серге́й Григо́рьевич Ковале́нский (1862 — 17 сентября 1909) — российский государственный деятель, директор Департамента полиции в 1905 году, сенатор, тайный советник.

## Биография
Происходил из дворянского рода.
Окончил Императорское училище правоведения в мае 1879 года с чином коллежского секретаря и был определён кандидатом на судебные должности при прокуроре Санкт-Петербургского окружного суда. Далее служил в окружных судах и судебных палатах ряда губерний юга России, Сибири, Закавказья и Туркестана, входил в состав особой комиссии Сената «для разработки предположений об улучшении судебной части в губерниях и областях Сибири».
С мая 1896 года исполнял должность помощника начальника Главного тюремного управления, с 5 октября того же года состоял в «Особой комиссии для составления законодательных предположений об устройстве тюремной части в министерстве юстиции».
В 1902 году произведён в действительные статские советники.
В марте 1905 года назначен директором Департамента полиции. Однако не сумел справиться с нараставшей в стране революцией, и уже 29 июня император Николай II отстранил Коваленского от должности директора Департамента, с назначением сенатором и производством в тайные советники.

## Самоубийство

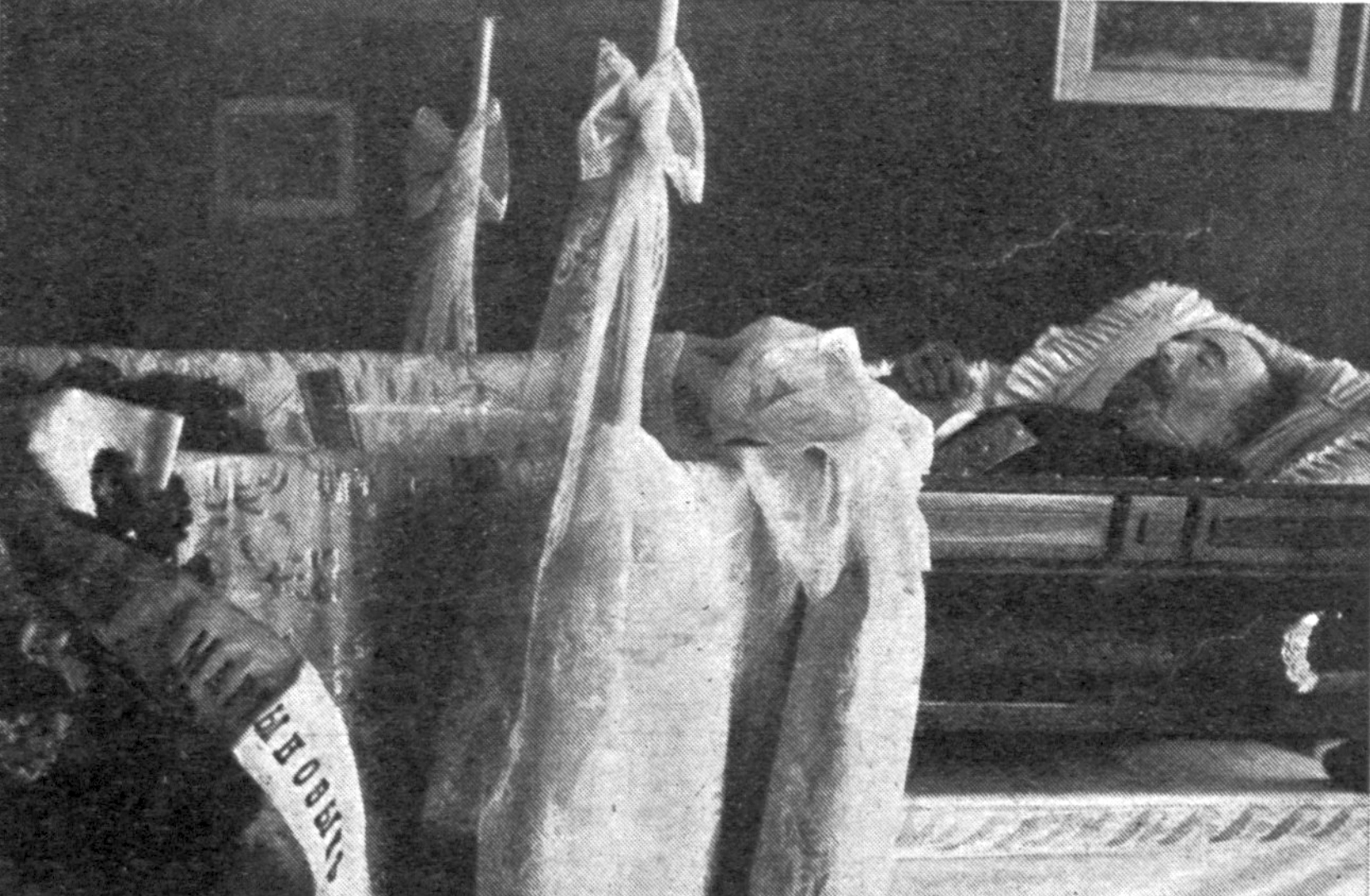
Сенатор С. Г. Коваленский, покончивший самоубийством 17 сентября 1909 года, на смертном одре в своём кабинете

17 сентября 1909 года сенатор Коваленский застрелился у себя дома на Сергиевской улице в Санкт-Петербурге.
Брат сенатора так объяснил причину его самоубийства: «Мой несчастный брат умер не от болезни, которой у него не было, а от несчастья, служебного несчастья. Он был оклеветан, переведён из деятельного отделения Сената в недеятельное; дальнейшему служебному движению была поставлена точка; он растерялся, не нашёлся, долго томился, скрывал свой адрес и всё скитался по Европе, выбирая уединённое место, где бы мог покончить с собою». Далее он уточняет, что причиной самоубийства послужил «приказ 31-го декабря, которым мой брат и ещё один сенатор, В., переводились в отделение, куда назначаются престарелые сенаторы, и оно собирается всего несколько раз в год, почти не имея дела».
Известно также, что непосредственно перед своим самоубийством С. Г. Коваленский отправил В. Л. Бурцеву целый список различных революционеров, приходивших в соприкосновение с департаментом полиции. В частности, разоблачение Бурцевым члена центрального комитета «Бунда» было сделано благодаря документам, полученным от сенатора Коваленского.

## Семья
Был женат дважды. Первый брак с — Ниной Асламовной, княжной Цулукидзе (1863—1906) — был расторгнут в конце 1900 года. Во втором браке она вышла замуж за А.Ф.Мейендорфа.
Вторая жена (13 мая 1905 года) — Мария Андреевна Верещагина (род. в 1862), сестра библиофила Василия Верещагина; дочь отставного штабс-ротмистра Андрея Васильевича Верещагина от брака его с О. И. Гулькевич-Глебовской. Получила воспитание в доме отчима М. И. Черткова, за которого её мать вышла замуж после развода с первым мужем. Овдовев, Мария Андреевна жила в Петербурге и занималась коллекционированием. Собирала мебель, английскую и французскую гравюру XVIII века.
Сыновья: Пётр Сергеевич Коваленский и Григорий Сергеевич Коваленский